# (5733) 1989 AQ
(5733) 1989 AQ es un asteroide perteneciente al cinturón exterior de asteroides descubierto el 4 de enero de 1989 por Seiji Ueda y el astrónomo Hiroshi Kaneda desde el Kushiro Marsh Observatory, Hokkaido, Japón.

## Designación y nombre
Designado provisionalmente como 1989 AQ.

## Características orbitales
1989 AQ está situado a una distancia media del Sol de 3,204 ua, pudiendo alejarse hasta 3,709 ua y acercarse hasta 2,699 ua. Su excentricidad es 0,157 y la inclinación orbital 1,974 grados. Emplea 2095,72 días en completar una órbita alrededor del Sol.

## Características físicas
La magnitud absoluta de 1989 AQ es 12,6. Tiene 20,67 km de diámetro y su albedo se estima en 0,041. 